# Skarbimierz (województwo opolskie)
Skarbimierz (niem. Hermsdorf) (po 1945 nosiła nazwę Hermanowice, później zmienioną na Skarbimierz) – wieś w Polsce położona w województwie opolskim, w powiecie brzeskim, w gminie Skarbimierz.
W latach 1975–1998 miejscowość administracyjnie należała do ówczesnego województwa opolskiego.

## Wspólnoty wyznaniowe
- Kościół rzymskokatolicki:
  - parafia św. Stanisława Biskupa i Męczennika
- Świadkowie Jehowy:
  - Sala Zgromadzeń w Skarbimierzu[4]